# Ariobarzane Ier de Cappadoce
Pour les articles homonymes, voir Ariobarzane.
Ariobarzane ou Ariobarzanès Ier Philoromaios (« l’ami des Romains ») est roi de Cappadoce en 93 à 91 puis de 90 à 89, et enfin de 88 à 63 av. J.-C.

## Biographie
Noble cappadocien, il est porté au trône en 95 av. J.-C. par les représentants du Sénat de la République romaine en remplacement d’Ariarathe IX Philopatôr, le fils de Mithridate VI du Pont. Le nouveau roi est rapidement destitué par deux généraux de Tigrane II d'Arménie, allié et gendre de Mithridate VI qui, après l’annexion de la Sophène, a acquis une frontière commune avec la Cappadoce.
Le Sénat envoie immédiatement Sylla, qui rétablit Ariobarzane Ier sur son trône en 92 av. J.-C. Dès l’année suivante, Ariobarzane est de nouveau chassé par Mithridate et doit s’exiler à Rome. Il est rétabli de nouveau en 89 par une mission sénatoriale commandée par M. Aquilius.
Chassé par Mithridate et réfugié à Rome une nouvelle fois lors de la première guerre de Mithridate (88-84 av. J.-C.), il est remis sur son trône après la paix de Dardanos.
Toujours fidèle allié des Romains contre Mithridate VI, il reçoit l'Arménie Mineure de Lucullus et devient client de Pompée lors de l’intervention de ce dernier en Orient.
Ariobarzane Ier désigne son fils et homonyme Ariobarzane II Philopatôr comme successeur.